# Blacus ussuriensis
Blacus ussuriensis är en stekelart som beskrevs av Sergey A. Belokobylskij 1995. Blacus ussuriensis ingår i släktet Blacus och familjen bracksteklar. Inga underarter finns listade.